# الأحداث (ميليشيا)
الأحداث هي تنظيمات أو ميليشيات محلية من الشرطة غير النظامية في بلاد الشام في القرنين العاشر والثاني عشر. لقد حافظوا على النظام وقاموا بحماية المدن من السيطرة الخارجية. وقد نسب إليهم بعض الكتاب اللاحقين قيماً بروليتارية، باعتبارها تجسيداً للإرادة الشعبية. وقد قام معظمهم بأداء وظيفة شرطة رسمية وفي كثير من الحالات عملوا مع البرجوازية الحضرية. ساعدوا الدولة الفاطمية في سوريا في الدفاع ضد الصليبيين.

## طالع أيضًا
- سالم بن مصطفى